# Додонов, Александр Михайлович
Александр Михайлович Додонов (12 февраля 1837, Санкт-Петербург — 19 января 1914, Москва) — академический певец, тенор.

## Биография
С 17 лет служил на почте, одновременно пел в церковном хоре, позднее был солистом в католическом костеле. Здесь его услышал А. Рубинштейн, посоветовав серьёзно заниматься музыкой, и свел с музыкантом и педагогом Ф. Ронкони.
В 1859—1861 годах Додонов обучался вокалу у Ф. Ронкони, был назначен солистом двора великой княгини Александры Павловны. По совету итальянских певцов Э. Кальцолари и К. Эверарди в 1861 совершенствовался в вокальном искусстве в Париже у Безанцони, затем стажировался в Лондоне у Э. Гарсиа и в 1864 в Милане у Ламперти.
В течение двух лет пел на сценах Милана и Неаполя. Вернувшись в 1867 в Россию, выступал в одесской итальянской опере (1867) и в киевской русской опере (1868). В 1869—1891 — солист Московского Большого театра. В 1891—1895 состоял профессором пения в училище московского филармонического общества. Также преподавал вокал в других музыкальных заведениях в городах: Москва, Петербург, Киев, Ростов-на-Дону, Одесса. В совершенстве владел итальянским языком.

## Творчество
Оперные партии: Пьяный казак («Мазепа» П. Чайковского, 1-й исполнитель); Школьный учитель («Черевички» П. И. Чайковского); Дед Мороз («Снегурочка» Н. Римского-Корсакова по сказке А. Н. Островского); Гельдерн («Мария Бургундская»); Янкель («Тарас Бульба» В. Кашперова); Андрей Морозов («Опричник»); Вальтер («Тангейзер»); Альфред («Травиата»); Иона («Иоанн Лейденский»), Вагнер и Нерео («Мефистофель»); Вильгельм Мейстер («Миньон»); Гильом («Свадьба при фонарях, или Дядюшкин клад»); Торопка, Собинин («Иван Сусанин»); Финн; Князь («Русалка» А. Даргомыжского), Альмавива («Севильский цирюльник» Дж. Россини); Макс («Вольный стрелок»); Рауль; Руальд («Рогнеда» А. Н. Серова).
Пётр Ильич Чайковский писал о Додонове: «Из трудной партии Руальда, написанной с явным расчетом на высокие грудные ноты Никольского, г. Додонов выпутался с большим успехом. Этот артист обладает приятной дикцией и большим вкусом к фразировке» (цитирование по: Биография.ру)
В симфонических и камерных концертах исполнял произведения композиторов: Л. Бетховена, Р. Шумана, Г. Берлиоза, П. Чайковского (1-й исполнитель кантаты «В память 200-летия рождения Петра Великого», 31 мая 1872, п/у К. Ю. Давыдова на открытии Политехнической выставки в Москве), романсы М. Глинки, А. Даргомыжского, Н. Римского-Корсакова. Чайковский посвятил Додонову романс «Корольки» (ор. 28, № 2, 1875), Н. Дмитриев — трио «Сосна» (на стихи М. Лермонтова).
Ученики: Б. Евлахов, М. Львов, С. Остроумов, М. Роменский, Д. Смирнов, Л. Собинов, С. Юдин.

## Сочинения
Написал «Руководство к правильной постановке голоса и изучению искусства пения», 1891. Руководство одобрено художественными советами С-Петербургской и Московской консерваторий. Выдержало несколько изданий.
Романс «Звезда» на слова А. Кольцова.